# Raymond Braine
Raymond Ernest Michel Braine (Anvers, 28 d'abril de 1907 - Anvers, 24 de desembre de 1978) fou un futbolista belga de la dècada de 1930.

## Trajectòria
Fou 54 cops internacional amb la selecció belga de futbol, amb la qual disputà el Mundial de 1938 i els Jocs Olímpics de 1928.
Pel que fa a clubs, destacà al Beerschot on jugà en dues etapes i guanyà diverses lligues nacionals. Entre 1930 i 1936 jugà a l'Sparta Praga, que li oferí un suculent contracte econòmic. En aquest club guanyà la lliga txecoslovaca i la Copa Mitropa.
El seu germà Pierre també fou futbolista.

## Palmarès
- Lliga belga de futbol:
  - 1924, 1925, 1926, 1928, 1938, 1939
- Lliga txecoslovaca de futbol:
  - 1931-32, 1935-36[3]
- Copa Mitropa:
  - 1935[3]
- Màxim golejador de la lliga belga de futbol:
  - 1928, 1929
- Màxim golejador de la lliga txecoslovaca de futbol:
  - 1932, 1934